# Glanz-Rauke
Die Glanz-Rauke (Sisymbrium irio), auch Schlaffe Rauke genannt, ist eine Pflanzenart aus der Gattung der Rauken (Sisymbrium) innerhalb der Familie der Kreuzblütengewächse (Brassicaceae). Sie ist in Eurasien und Nordafrika weitverbreitet.

## Beschreibung

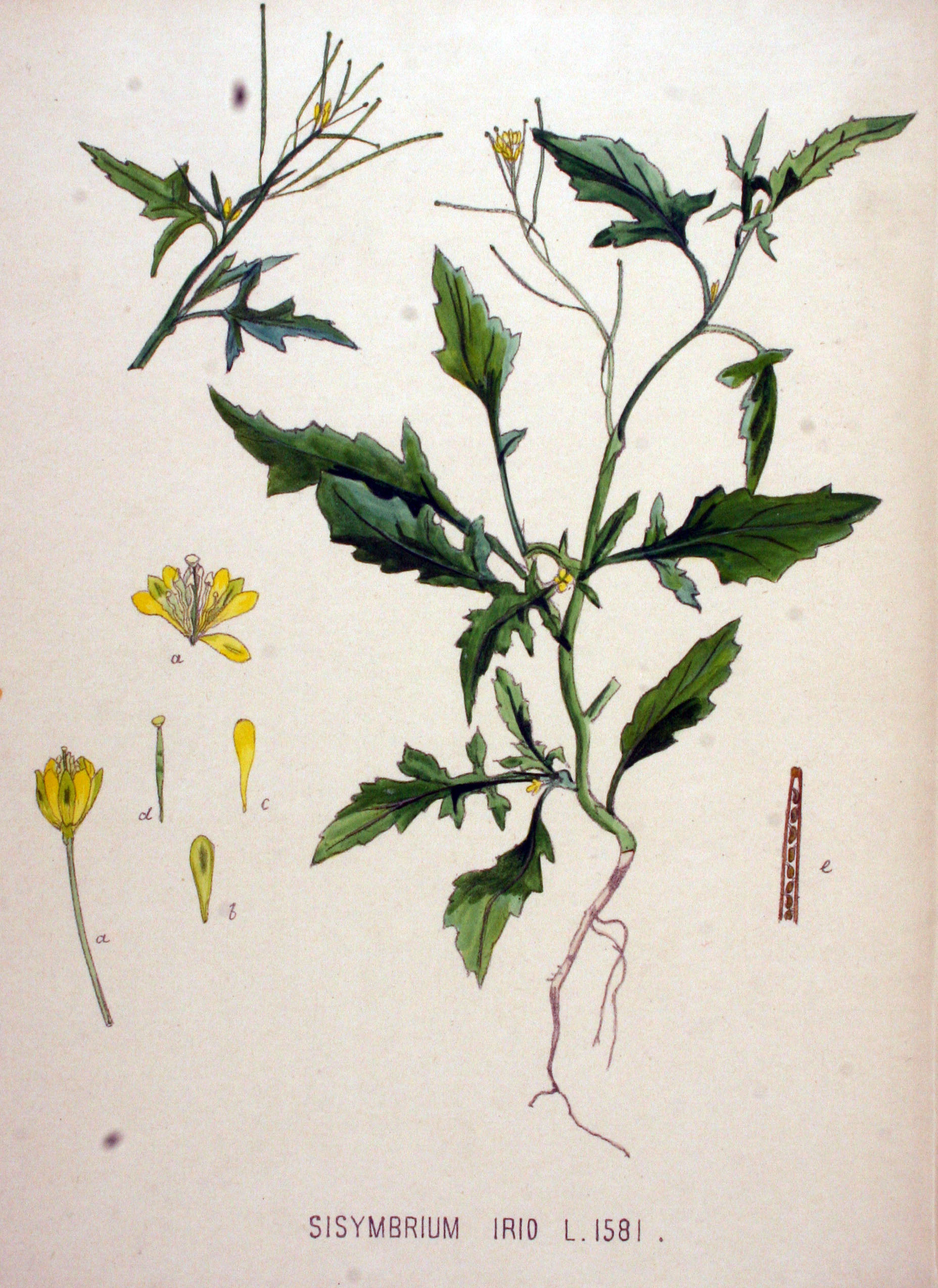
Illustration aus Flora Batava, Band 20, 1898

Die Glanz-Rauke ist eine frischgrüne, überwinternd grüne, einjährige krautige Pflanze, die Wuchshöhen von 10 bis 50 Zentimetern erreicht. Der selbständig aufrechte Stängel ist meist verzweigt und reich beblättert. Die Laubblätter besitzen ein bis sechs gezähnte, fiederteilige bis -spaltige Abschnitte sowie einen größeren, spießförmigen Endabschnitt.
Die Blütezeit reicht in Mitteleuropa von Mai bis Juni. Der schirmtraubige Blütenstand enthält viele Blüten. Die zwittrigen Blüten sind vierzählig. Die vier Kelchblätter sind 2 Millimeter lang und ungehörnt. Die blassgelben vier Kronblätter sind 2 bis 4 Millimeter lang. Die Staubblätter sind 0,7 Millimeter lang.
Die jungen Schoten überragen die Blüten beträchtlich, später sind sie 3 bis 5 Zentimeter lang und stehen auf 5 bis 10 Millimeter langen, dünnen Stielen.
Chromosomengrundzahl beträgt x = 7; es liegt Diploidie vor, also liegt 2n = 14 vor.

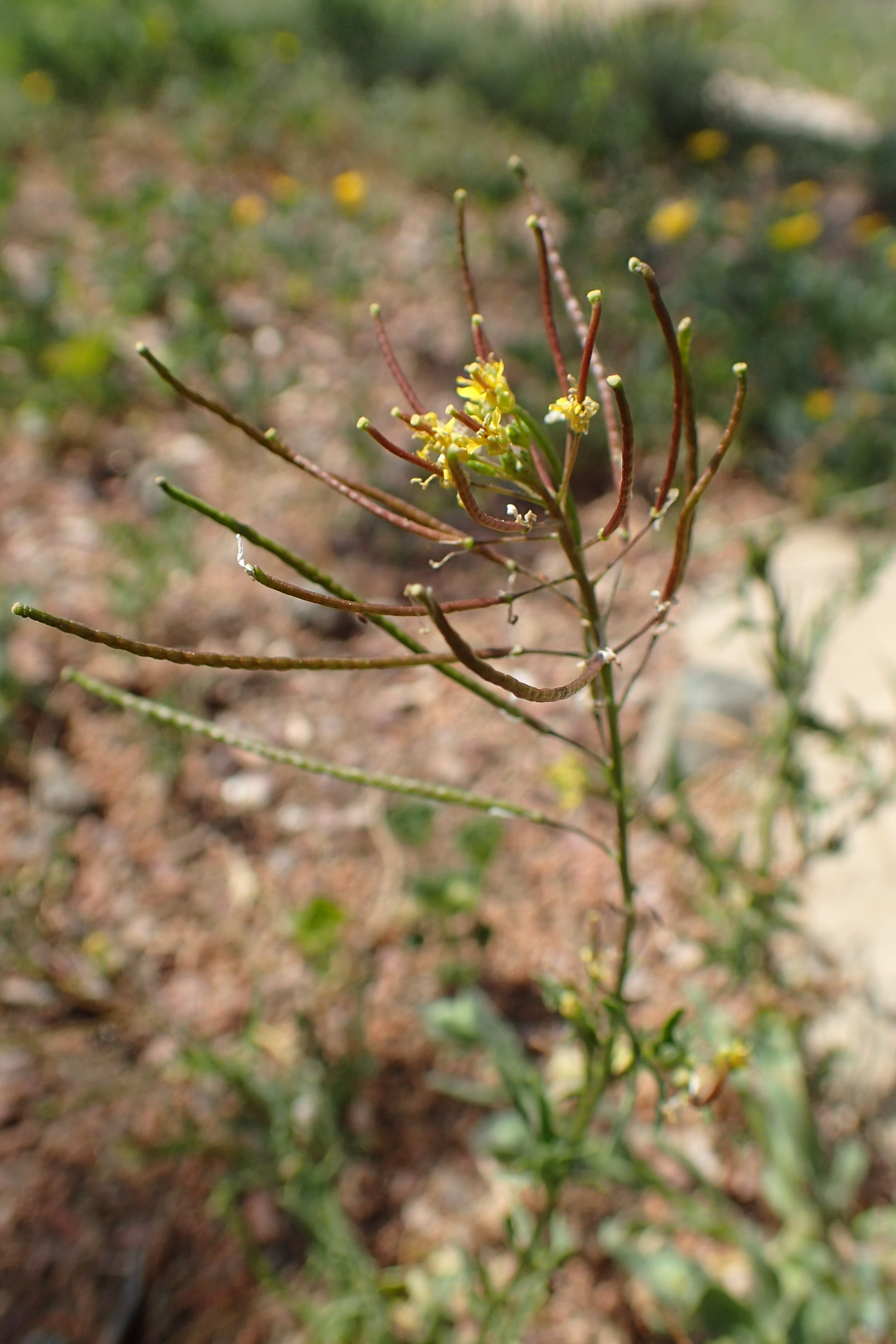
Glanz-Rauke (Sisymbrium irio)

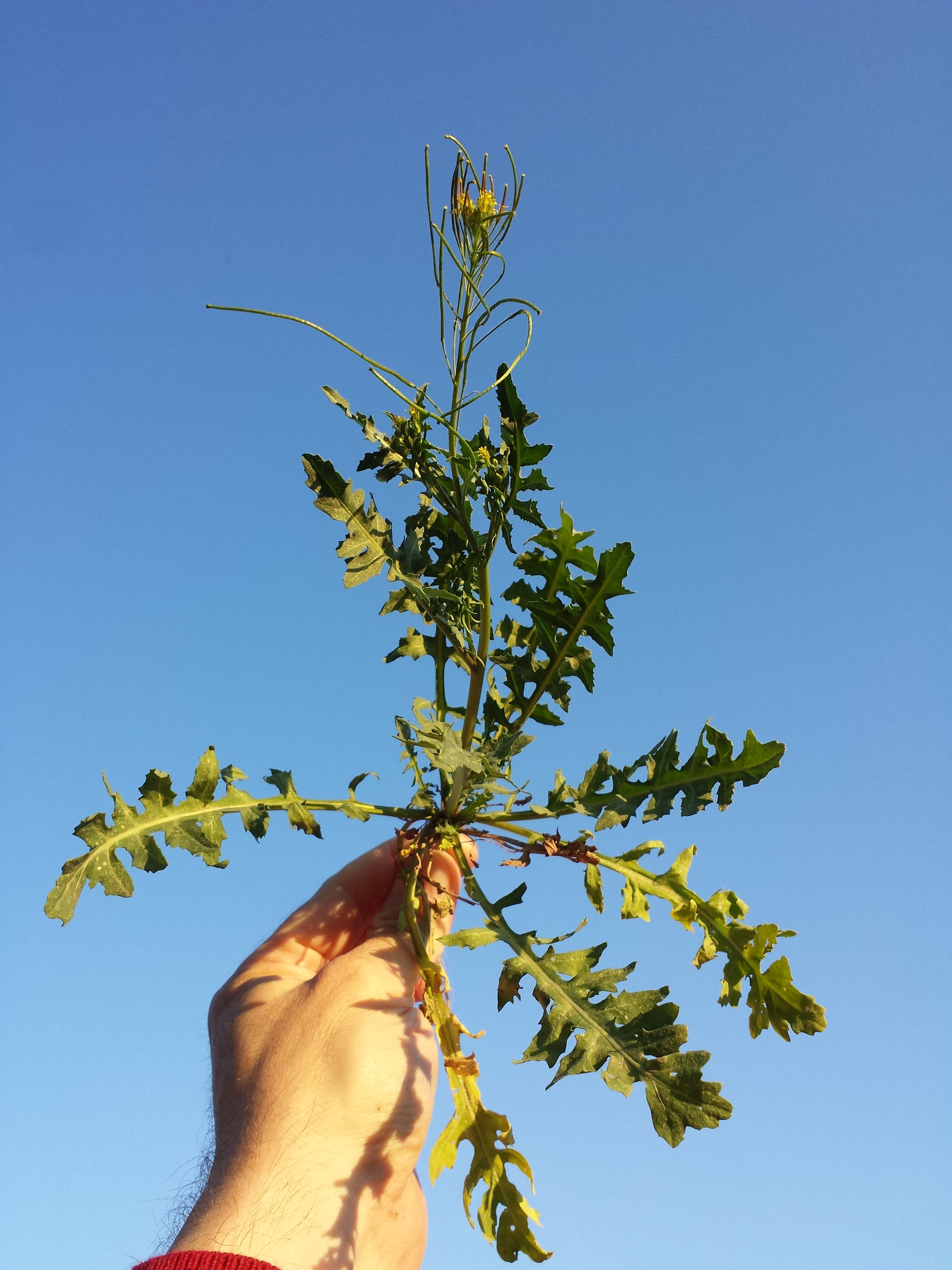
Glanz-Rauke (Sisymbrium irio)

## Inhaltsstoffe
Die Glanz-Rauke enthält in den Samen fette Öle, die relativ reich an Erucasäure sind.

## Ökologie
Bei der Glanz-Rauke handelt es sich um einen Therophyten.

## Vorkommen
Die Glanz-Rauke ist von Europa über West- bis Zentralasien und in Nordafrika weitverbreitet. Sie ist beispielsweise in den USA, in Südamerika und Australien ein Neophyt.
In Mitteleuropa tritt die Glanz-Rauke nur unbeständig auf; gelegentlich findet man sie beispielsweise im Rhein-Main-Gebiet, am Oberrhein, im Wallis, im Wiener Becken und am Alpenfuß. Sie wächst hier in Gesellschaften des Verbands Sisymbrion. In Südeuropa ist sie eine Charakterart des Verbands Hordeion.
Die Glanz-Rauke gedeiht am besten auf lockeren Sand- oder Lehmböden, die basen- und stickstoffreich sein sollten. Sie besiedelt freie Standorte in Hafenanlagen und im Bereich von Güterbahnhöfen in Gegenden mit milden Wintern und trockenen und warmen Sommern.
Die Glanz-Rauke trat in London nach dem Brand von 1667/1668 massenhaft auf.
Die ökologischen Zeigerwerte nach Landolt et al. 2010 sind in der Schweiz: Feuchtezahl F = 1+ (trocken), Lichtzahl L = 4 (hell), Reaktionszahl R = 3 (schwach sauer bis neutral), Temperaturzahl T = 4+ (warm-kollin), Nährstoffzahl N = 4 (nährstoffreich), Kontinentalitätszahl K = 3 (subozeanisch bis subkontinental).

## Taxonomie
Die Glanz-Rauke wurde 1753 von Carl von Linné in Species Plantarum, Tomus II, S. 695 erstbeschrieben. Schon Theophrastos von Eresos kannte eine Pflanze, die er Erysimum nannte und die wahrscheinlich Sisymbrium irio oder Sisymbrium polyceratium ist. Die Bezeichnung irio wurde schon 1616 von Fabio Colonna für unsere Art gebraucht.